# بونا سفورتسا
بونا سفورتسا (2 فبراير 1494 – 19 نوفمبر 1557)، كانت ملكة بولندا ودوقة ليتوانيا الكبرى بزواجها من زغمونت الأول كزوجة ثانية، بالإضافة إلى كونها دوقة باري وروسّانو بحكم حقها الشخصي. تُعد واحدة من أبرز الناجين من سلالة سفورتسا القوية التي حكمت دوقية ميلانو منذ عام 1450.
تميزت بونا بذكائها ونشاطها وطموحها، ولعبت دورًا بارزًا في الحياة السياسية والثقافية للاتحاد البولندي الليتواني [الإنجليزية]. سعت إلى تعزيز إيرادات الدولة خلال ما عرف بـ "حرب الدجاج [الإنجليزية]" عبر تنفيذ إصلاحات اقتصادية وزراعية متنوعة، من أبرزها إصلاح "والاش" الشامل في دوقية ليتوانيا الكبرى. على الصعيد الخارجي، تحالفت مع الدولة العثمانية وواجهت أحيانًا نفوذ سلالة هابسبورغ. لاحقًا، استفاد أحفادها من "الأموال النابولية [الإنجليزية]"، وهو قرض قدم إلى فيليب الثاني ملك إسبانيا ولم يُسدّد بالكامل.